# Aaron Hickey
Aaron Buchanan Hickey (Glasgow, 10 giugno 2002) è un calciatore scozzese, difensore del Brentford e della nazionale scozzese.

## Caratteristiche tecniche
È un terzino sinistro, adattabile anche sulla fascia destra. Schierato talvolta anche a centrocampo, è ambidestro e predilige la fase offensiva, dove mostra delle ottime progressioni palla al piede.
Ha dichiarato di ispirarsi fortemente a Andrew Robertson e Kieran Tierney, entrambi suoi connazionali e operanti nel suo stesso ruolo.
Nel 2019, il quotidiano inglese The Guardian lo ha inserito fra i 60 migliori calciatori nati nel 2002.

## Carriera

### Club

#### Gli inizi con gli Hearts
Nato a Glasgow, ma cresciuto negli Hearts (fatta eccezione per una parentesi fra il 2017 ed il 2018 nelle giovanili del Celtic), Hickey ha esordito in prima squadra il 12 maggio 2019, a diciassette anni non ancora compiuti, disputando l'incontro di Scottish Premiership vinto 3-0 contro il Livingston. Circa due settimane dopo, il 25 maggio, ha giocato per intero la finale della Coppa di Scozia, persa per 2-1 contro il Celtic: a 16 anni, 11 mesi e 14 giorni, è diventato il secondo calciatore più giovane (dietro soltanto a John Fleck) ad aver partecipato ad una finale del torneo.
Il 22 settembre seguente, Hickey ha realizzato la rete della vittoria nel derby di Edimburgo contro l'Hibernian, terminato 2-1. Quella è stata anche la sua unica rete nel corso della sua esperienza ai Heart of Midlothian.

#### L'arrivo e l'affermazione a Bologna
Il 24 settembre successivo viene acquistato a titolo definitivo dal Bologna, per la cifra di 2 milioni di euro, diventando il primo calciatore britannico (e scozzese) della storia del club.
Data l'indisponibilità del terzino titolare Mitchell Dijks, appena quattro giorni dopo, il 28 settembre 2020, Hickey esordisce in Serie A, nella vittoria per 4-1 del Bologna sul Parma, sfoderando subito un’ottima prestazione. Dopo una prima parte di stagione ad alto livello, nella seconda il suo spazio diminuisce drasticamente a causa della positività al COVID-19 e di un infortunio alla spalla. Ciò nonostante, i buoni risultati ottenuti nella sua prima stagione in Emilia gli valgono una nomina nella lista dei candidati al premio Golden Boy per il 2021.
Dopo essere tornato a disposizione per la stagione successiva ed essere stato adattato al ruolo di esterno sinistro dall'allenatore Siniša Mihajlović, il 21 settembre 2021 Hickey realizza la sua prima rete con i felsinei (oltreché in Serie A) in occasione del pareggio interno per 2-2 contro il Genoa. Al contempo, diviene il primo scozzese a realizzare un gol nella massima serie italiana 35 anni dopo Graeme Souness.

#### Brentford
Il 9 luglio 2022 viene acquistato per 22 milioni di euro dal Brentford, sottoscrivendo un quadriennale.

### Nazionale
Hickey ha rappresentato la Scozia a livello giovanile, giocando alcune partite con la nazionale Under-17.
Da novembre 2020 in poi, ha ricevuto diverse convocazioni nell'Under-21 scozzese, senza però esordire, anche a causa di alcuni ritiri per motivi personali.
Convocato per la prima volta in nazionale dal CT Steve Clarke il 15 marzo 2022, esordisce all'età di 19 anni con la maglia dei Tartan Army nove giorni dopo, subentrando al 67' a Greg Taylor durante la partita amichevole contro la Polonia pareggiata 1-1 a Glasgow.

## Statistiche

### Presenze e reti nei club
Statistiche aggiornate al 18 dicembre 2023.
| Stagione         | Squadra          | Campionato       | Campionato | Campionato | Coppe nazionali | Coppe nazionali | Coppe nazionali | Coppe continentali | Coppe continentali | Coppe continentali | Altre coppe | Altre coppe | Altre coppe | Totale | Totale |
| Stagione         | Squadra          | Comp             | Pres       | Reti       | Comp            | Pres            | Reti            | Comp               | Pres               | Reti               | Comp        | Pres        | Reti        | Pres   | Reti   |
| ---------------- | ---------------- | ---------------- | ---------- | ---------- | --------------- | --------------- | --------------- | ------------------ | ------------------ | ------------------ | ----------- | ----------- | ----------- | ------ | ------ |
| 2018-2019        | Hearts           | SP               | 2          | 0          | CS+CdL          | 1+0             | 0               | -                  | -                  | -                  | -           | -           | -           | 3      | 0      |
| 2019-2020        | Hearts           | SP               | 22         | 1          | CS+CdL          | 2+6             | 0               | -                  | -                  | -                  | -           | -           | -           | 30     | 1      |
| Totale Hearts    | Totale Hearts    | Totale Hearts    | 24         | 1          |                 | 9               | 0               |                    | -                  | -                  |             | -           | -           | 33     | 1      |
| 2020-2021        | Bologna          | A                | 11         | 0          | CI              | 1               | 0               | -                  | -                  | -                  | -           | -           | -           | 12     | 0      |
| 2021-2022        | Bologna          | A                | 36         | 5          | CI              | 0               | 0               | -                  | -                  | -                  | -           | -           | -           | 36     | 5      |
| Totale Bologna   | Totale Bologna   | Totale Bologna   | 47         | 5          |                 | 1               | 0               |                    | -                  | -                  |             | -           | -           | 48     | 5      |
| 2022-2023        | Brentford        | PL               | 26         | 0          | FACup+CdL       | 0               | 0               | -                  | -                  | -                  | -           | -           | -           | 26     | 0      |
| 2023-2024        | Brentford        | PL               | 9          | 0          | FACup+CdL       | 0+2             | 0+0             | -                  | -                  | -                  | -           | -           | -           | 11     | 0      |
| Totale Brentford | Totale Brentford | Totale Brentford | 35         | 0          |                 | 2               | 0               |                    | -                  | -                  |             | -           | -           | 37     | 0      |
| Totale carriera  | Totale carriera  | Totale carriera  | 107        | 6          |                 | 12              | 0               |                    | -                  | -                  |             | -           | -           | 119    | 6      |

### Cronologia presenze e reti in nazionale
| Cronologia completa delle presenze e delle reti in nazionale ― Scozia | Cronologia completa delle presenze e delle reti in nazionale ― Scozia | Cronologia completa delle presenze e delle reti in nazionale ― Scozia | Cronologia completa delle presenze e delle reti in nazionale ― Scozia | Cronologia completa delle presenze e delle reti in nazionale ― Scozia | Cronologia completa delle presenze e delle reti in nazionale ― Scozia | Cronologia completa delle presenze e delle reti in nazionale ― Scozia | Cronologia completa delle presenze e delle reti in nazionale ― Scozia |
| Data                                                                  | Città                                                                 | In casa                                                               | Risultato                                                             | Ospiti                                                                | Competizione                                                          | Reti                                                                  | Note                                                                  |
| --------------------------------------------------------------------- | --------------------------------------------------------------------- | --------------------------------------------------------------------- | --------------------------------------------------------------------- | --------------------------------------------------------------------- | --------------------------------------------------------------------- | --------------------------------------------------------------------- | --------------------------------------------------------------------- |
| 24-3-2022                                                             | Glasgow                                                               | Scozia                                                                | 1 – 1                                                                 | Polonia                                                               | Amichevole                                                            | -                                                                     | 67’                                                                   |
| 29-3-2022                                                             | Vienna                                                                | Austria                                                               | 2 – 2                                                                 | Scozia                                                                | Amichevole                                                            | -                                                                     | 58’                                                                   |
| 1-6-2022                                                              | Glasgow                                                               | Scozia                                                                | 1 – 3                                                                 | Ucraina                                                               | Qual. Mondiali 2022                                                   | -                                                                     |                                                                       |
| 8-6-2022                                                              | Glasgow                                                               | Scozia                                                                | 2 – 0                                                                 | Armenia                                                               | UEFA Nations League 2022-2023 - 1º turno                              | -                                                                     | 75’                                                                   |
| 21-9-2022                                                             | Glasgow                                                               | Scozia                                                                | 3 – 0                                                                 | Ucraina                                                               | UEFA Nations League 2022-2023 - 1º turno                              | -                                                                     | 26’                                                                   |
| 24-9-2022                                                             | Glasgow                                                               | Scozia                                                                | 2 – 1                                                                 | Irlanda                                                               | UEFA Nations League 2022-2023 - 1º turno                              | -                                                                     | 58’                                                                   |
| 27-9-2022                                                             | Cracovia                                                              | Ucraina                                                               | 0 – 0                                                                 | Scozia                                                                | UEFA Nations League 2022-2023 - 1º turno                              | -                                                                     | 62’ 90+1’                                                             |
| 25-3-2023                                                             | Glasgow                                                               | Scozia                                                                | 3 – 0                                                                 | Cipro                                                                 | Qual. Euro 2024                                                       | -                                                                     | 79’                                                                   |
| 28-3-2023                                                             | Glasgow                                                               | Scozia                                                                | 2 – 0                                                                 | Spagna                                                                | Qual. Euro 2024                                                       | -                                                                     | 82’                                                                   |
| 17-6-2023                                                             | Oslo                                                                  | Norvegia                                                              | 1 – 2                                                                 | Scozia                                                                | Qual. Euro 2024                                                       | -                                                                     |                                                                       |
| 20-6-2023                                                             | Glasgow                                                               | Scozia                                                                | 2 – 0                                                                 | Georgia                                                               | Qual. Euro 2024                                                       | -                                                                     | 45+1’                                                                 |
| 8-9-2023                                                              | Larnaca                                                               | Cipro                                                                 | 0 – 3                                                                 | Scozia                                                                | Qual. Euro 2024                                                       | -                                                                     | 84’                                                                   |
| 12-9-2023                                                             | Glasgow                                                               | Scozia                                                                | 1 – 3                                                                 | Inghilterra                                                           | Amichevole                                                            | -                                                                     | 89’                                                                   |
| 12-10-2023                                                            | Siviglia                                                              | Spagna                                                                | 2 – 0                                                                 | Scozia                                                                | Qual. Euro 2024                                                       | -                                                                     |                                                                       |
| Totale                                                                |                                                                       | Presenze                                                              | 14                                                                    |                                                                       | Reti                                                                  | 0                                                                     |                                                                       |

| Cronologia completa delle presenze e delle reti in nazionale ― Scozia under 17 | Cronologia completa delle presenze e delle reti in nazionale ― Scozia under 17 | Cronologia completa delle presenze e delle reti in nazionale ― Scozia under 17 | Cronologia completa delle presenze e delle reti in nazionale ― Scozia under 17 | Cronologia completa delle presenze e delle reti in nazionale ― Scozia under 17 | Cronologia completa delle presenze e delle reti in nazionale ― Scozia under 17 | Cronologia completa delle presenze e delle reti in nazionale ― Scozia under 17 | Cronologia completa delle presenze e delle reti in nazionale ― Scozia under 17 |
| Data                                                                           | Città                                                                          | In casa                                                                        | Risultato                                                                      | Ospiti                                                                         | Competizione                                                                   | Reti                                                                           | Note                                                                           |
| ------------------------------------------------------------------------------ | ------------------------------------------------------------------------------ | ------------------------------------------------------------------------------ | ------------------------------------------------------------------------------ | ------------------------------------------------------------------------------ | ------------------------------------------------------------------------------ | ------------------------------------------------------------------------------ | ------------------------------------------------------------------------------ |
| 5-2-2019                                                                       | San Pedro del Pinatar                                                          | Scozia under 17                                                                | 0 – 0                                                                          | Francia under 17                                                               | Amichevole                                                                     | -                                                                              | 65’                                                                            |
| 8-2-2019                                                                       | San Pedro del Pinatar                                                          | Scozia under 17                                                                | 2 – 1                                                                          | Ungheria under 17                                                              | Amichevole                                                                     | -                                                                              | 70’                                                                            |
| 20-3-2019                                                                      | Paisley                                                                        | Scozia under 17                                                                | 0 – 2                                                                          | Portogallo under 17                                                            | Qual. Europeo Under-17 2019                                                    | -                                                                              | 74’                                                                            |
| Totale                                                                         |                                                                                | Presenze                                                                       | 3                                                                              |                                                                                | Reti                                                                           | 0                                                                              |                                                                                |